# Aprostocetus fukutai
Aprostocetus fukutai is een vliesvleugelig insect uit de familie Eulophidae. De wetenschappelijke naam is voor het eerst geldig gepubliceerd in 1935 door Miwa & Sonan.